# NGC 1894
NGC 1894 је расејано звездано јато у сазвежђу Златна риба које се налази на NGC листи објеката дубоког неба.
Деклинација објекта је - 69° 28' 7" а ректасцензија 5h 15m 51,3s. Привидна величина (магнитуда) објекта NGC 1894 износи 12,2. NGC 1894 је још познат и под ознакама ESO 56-SC89.